# Élizabeth Bourgine
Élizabeth Bourgine (Levallois-Perret, 20 marzo 1957) è un'attrice francese.

## Biografia
Elizabeth Bourgine studiò al Conservatoire d'art dramatique de Rennes, dove conobbe Jacques Weber e Francis Huster. Quest'ultimo è diventato suo partner sul palco. Il suo primo ruolo significativo risale al 1984, dove, al fianco di Lino Ventura, ha interpretato la figlia adottiva in Il 7° bersaglio, ruolo che le è valso una nomination al premio César per la miglior attrice non protagonista. Nel 1985, Bourgine vince anche il Premio Romy-Schneider, che premia le migliori speranze del cinema francese.

## Filmografia parziale

### Cinema
- Il 7° bersaglio (La 7ème cible), regia di Claude Pinoteau (1984)
- Cours privé, regia di Pierre Granier-Deferre (1986)
- Noyade interdite, regia di Pierre Granier-Deferre (1987)
- La Couleur du vent, regia di Pierre Granier-Deferre (1988)
- Boulevard des hirondelles, regia di Josée Yanne (1992)
- Un cuore in inverno (Un cœur en hiver), regia di Claude Sautet (1992)
- Le Grand Blanc de Lambaréné, regia di Bassek Ba Kobhio (1995)
- Il mio migliore amico (Mon meilleur ami), regia di Patrice Leconte (2006)
- Maigret, regia di Patrice Leconte (2022)

### Televisione
- Il commissario Maigret (Maigret) – serie TV, un episodio (1994)
- Commissaire Magellan – serie TV, un episodio (2017)
- Delitti in Paradiso (Death in Paradise) – serie TV (2011-in corso)
- Beyond Paradise – serie TV, un episodio (2023)